# Museo Arqueológico de Astipalea
El Museo Arqueológico de Astipalea es un museo de Grecia ubicado en la isla de Astipalea, perteneciente al archipiélago del Dodecaneso. Fue inaugurado en 1998.

## Colecciones
El museo contiene una colección de objetos de la isla que pertenecen a periodos comprendidos entre la prehistoria y la Edad Media. 
- Con respecto a la prehistoria, el museo recoge herramientas de piedra y bronce, joyas y piezas de cerámica procedentes de tumbas de la época micénica.

- De la época clásica se conserva un tesoro de monedas.

- Por otra parte se encuentran una serie de inscripciones votivas procedentes de santuarios de la isla que mencionan a deidades como Apolo, Artemisa, Ilitía, Asclepio y Afrodita. Una de las más destacadas pertenece al siglo IV a. C.

- Otra sección expone diferentes piezas de los periodos clásico y helenístico que incluyen elementos arquitectónicos, estatuillas, inscripciones administrativas y funerarias y estelas funerarias con relieves, entre otros.

- Hay también una sección separada con una colección de piezas de cerámica que abarcan periodos comprendidos entre el periodo geométrico y la época romana.

- De la época de los primitivos cristianos, hay una serie de elementos arquitectónicos procedentes de las primitivas basílicas.

- Por último, se expone un escudo de armas de mármol de la familia Querini.[2]